# Natasha Calis
Natasha Calis (Vancouver, 27 de marzo de 1999) es una actriz infantil canadiense conocida por su papel en la película de terror The Possession, donde interpretó a la niña poseída Emily Brenek, y por su participación en la serie de televisión La Tapadera.

## Biografía
Nació y creció en Vancouver, Columbia Británica, y comenzó su carrera actoral a los siete años. Calis debutó en la película para televisión Christmas Caper (2007). Tuvo su primer papel principal en Donovan's Echo (2011) y luego en The Possession (2012).